# Xenoblade Chronicles 3
Xenoblade Chronicles 3 ist ein im Juli 2022 von Nintendo veröffentlichtes Rollenspiel für Nintendo Switch und achter Eintrag der Xeno-Reihe. Entwickler ist das japanische Unternehmen Monolith Soft. Das Spiel wurde von Kritikern positiv aufgenommen.

## Handlung
Der Krieg zwischen Keves und Agnus wird von Moebius inszeniert, damit sie die Lebensenergie aus dem Blutvergießen ernten können, um weiterzuleben, und dann die Verluste durch Klone ersetzen, um den Zyklus zu wiederholen. Die wahren Königinnen von Keves und Agnus schufen die Macht des Ouroboros, um sich Moebius entgegenzustellen, bevor sie untertauchten. Monica beauftragt die Gruppe, zum Gefängnis unterhalb von Schloss Agnus zu gehen und einen Soldaten namens Ghondor zu retten, der sich als Monicas Tochter entpuppt und den Aufenthaltsort der Königinnen kennt. Die Gruppe wird zur Burg Agnus gebracht, wo sie hingerichtet werden sollen.
Die Gruppe vertreibt N und zerstört den Roboter, der die Königin von Agnus nachahmt, und erweckt dann die wahre Königin, Nia, aus Xenoblade Chronicles 2. D lockt sie in einen Hinterhalt und verwundet Nia, aber die Gruppe tötet ihn im Kampf. Z nahm Melia jedoch gefangen und entführte Origin für seine eigenen Zwecke, wodurch die aktuelle Welt entstand, in der sich Moebius von den endlosen Kriegen ernährt. Mit dem Wissen von Nia stürmt die Gruppe Origin, besiegt N und befreit Melia.
Nachdem Origin reaktiviert wurde, beschließen Noah und die Gruppe, mit dem Wiederaufbau beider Welten fortzufahren. Dazu müssten jedoch die Menschen von Keves und Agnus getrennt und in ihre jeweiligen Welten zurückgebracht werden. Die Parteimitglieder aus Keves und Agnus verabschieden sich und Mio und Noah küssen sich, bevor sich die Welten trennen, versprechen aber, einen Weg zu finden, sich eines Tages wieder zu vereinen. In einer Post-Credit-Szene werden Noah, Lanz, Eunie und Joran in ihrer Welt wiedergeboren, nachdem die beiden Universen getrennt und neu aufgebaut wurden.
Als sie sich auf den Weg zu einem Feuerwerk machen, hört Noah das Flötenspiel von Mio und beschließt, der Musik zu folgen.

## Spielprinzip
Xenoblade Chronicles 3 ist ein Action-Rollenspiel mit einer großen offenen Welt, die es zu erkunden gilt, und ist der sechste Titel der Xenoblade-Reihe. Im Gegensatz zu früheren Einträgen der Xenoblade-Serie ermöglicht das Spiel sieben Gruppenmitgliedern, gleichzeitig an Kämpfen teilzunehmen, einschließlich der Hauptgruppe und einem zusätzlichen „Hero“-Charakter. Bis zu 19 Helden können für die Gruppe rekrutiert werden, indem Story-Events oder Nebenquests abgeschlossen werden, die jeweils unterschiedliche Fähigkeiten und Fertigkeiten besitzen. Gruppenmitglieder erhalten auch die Möglichkeit, ihre Charakterklasse zu ändern, wodurch sie Zugang zu verschiedenen Fähigkeiten erhalten.

## Musik
Wie bei früheren Spielen der Serie wurde der Soundtrack des Spiels von Yasunori Mitsuda, Manami Kiyota, ACE (Tomori Kudo und Hiroyo „CHiCO“ Yamanaka) und Kenji Hiramatsu geschrieben. Zu ihnen gesellte sich Mariam Abounnasr, die Tracks für Xenoblade Chronicles 2 arrangierte.

## Rezeption
Xenoblade Chronicles 3 erhielt „im Allgemeinen positive Bewertungen“ und erreichte einen überdurchschnittlichen Metascore von 89 aus 100 Punkten auf Grundlage von 112 Rezensionen. OpenCritic aggregierte aus 105 Bewertungen einen Gesamtwert von 88 aus 100.
Edge lobt ein gelungenes Storytelling und unterhaltsames Kampfsystem, kritisiert dagegen repetitive Slogans der Charaktere sowie zu ausführliche und kleinteilige Handreichungen zur Erklärung der Steuerung und vergibt am Ende des Tests 8 von 10 Punkten.